# مورسباخ
مورسباخ (به آلمانی: Morsbach) یک شهر در آلمان است که در اوبربرگیشر کرایس واقع شده‌است. مورسباخ ۱۱٬۴۸۶ نفر جمعیت دارد.